# Konsola (architektura)

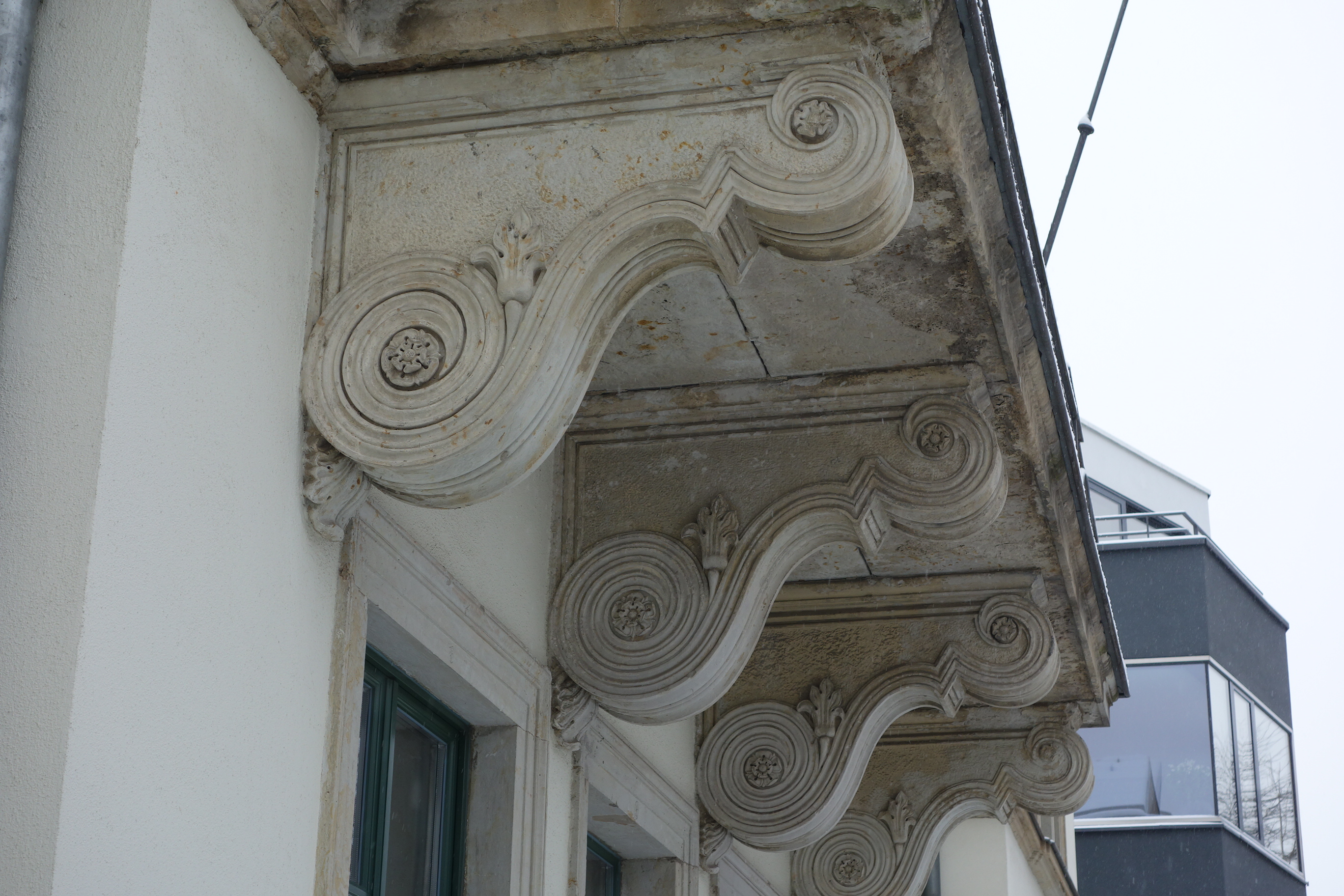
Konsole wspierająca balkon

Konsola – element architektoniczny w postaci ozdobnego wspornika, wykonany z kamienia, cegły lub drewna, podpierający rzeźbę, gzyms, balkon, kolumnę, żebra sklepienia, mający najczęściej formę esownicy lub woluty.
Konsola stosowana była w architekturze wielu epok do celów konstrukcyjno-dekoracyjnych.
Jest to także występ (podstawa) w murze lub ścianie żelbetowej służący za podporę (np. stropu), a także podstawa na ścianie lub w niszy rzeźb figuralnych, popiersi, wazonów, zegarów itp.